# Дженкинс, Барри (музыкант)
Колин Эрнест «Барри» Дженкинс (англ. Colin Ernest "Barry" Jenkins; 22 декабря 1944, Лестер, Англия) — британский музыкант, наиболее известный как барабанщик группы The Animals 1966-69 годов.

## Биография
В 1963 году Дженкинс вошёл в состав ритм-н-блюзовой группы The Nashville Teens, где заменил их предыдущего барабанщика Ричарда Грума. В 1964 году группа записала свой первый хит-сингл «Tobacco Road». Также Дженкинс участвовал в записи ещё нескольких синглов группы: «Google Eye», «The Little Bird», «The Hard Way» и «Find My Way Back Home».
В марте 1966 года барабанщик The Animals Джон Стил оставил группу после выпуска сингла «Inside-Looking Out», и Дженкинс пришёл ему на замену. В составе The Animals Дженкинс записал такие альбомы, как Animalism и Animalization (был выпущен только в США) и несколько хит-синглов, включая «Don't Bring Me Down» и «See See Rider». После того, как Дженкинс ушёл из The Nashville Teens, в группу вернулся его предшественник — Роджер Грум.
В сентябре 1966 года оригинальный состав The Animals распался. Оставшиеся музыканты — вокалист Эрик Бёрдон и Дженкинс собрали новую группу «Eric Burdon & The (New) Animals». С помощью сессионных музыкантов они записали альбом Eric Is Here, отдельным синглом из которого была выпущена песня «Help Me Girl», имевшая успех в чартах США и Великобритании. В конце октября 1966 года был сформирован постоянный состав, который также включал Дженкинса в качестве барабанщика. Новая группа взяла себе в качестве музыкального направления психоделический рок . Данный коллектив выпустил ряд альбомов и синглов, наиболее известными из которых являются «When I Was Young», «San Franciscan Nights», «Monterey», «Ring Of Fire», «Good Times» и «Sky Pilot». В 1969 году вторая инкарнация Animals распалась. В 1971 году Дженкинс вместе с Брайаном Оджером играл на альбоме группы B.B. Blunder, Workers Playtime.
В настоящее время Дженкинс владеет магазином музыкальных инструментов в Рамсгите, Англия.